# La marca del deseo
La marca del deseo (in italiano Il marchio del desiderio) è una telenovela colombiana trasmessa da Telefutura e dalla RCN Televisión. La storia gravita attorno a cinque donne, di nome Maria Valentina, Maria Claridad, Maria Canela, Maria Soledad e Maria Alegrìa, che senza essere a conoscenza l'una del destino delle altre, arrivano tutte a raggiungere un luogo chiamato Pueblo Escondido, laddove incontrano un uomo, Renaldo Santibanèz, che afferma di essere il padre di ciascuna di loro. Reynaldo, un marinaio, ha infatti avuto relazioni con diverse donne molti anni prima, poiché la moglie Digna non lo soddisfaceva sessualmente.